# Clash Royale
Clash Royale je strategická tower defense hra pro více hráčů určená pro mobilní telefony s operačními systémy Android a iOS, díky Google Play Games Beta ji lze však hrát také na počítači (s os Windows nebo iOS). Hra je založena na principu pay2win, což znamená, že je zadarmo a lze ji hrát i bez jakékoli finanční investice, ale právě díky mikrotransakcím je hráčův postup hrou značně urychlen. 

## Systém hry
Hrát lze 1v1 nebo také 2v2, popřípadě 1v1 nebo 2v2 se speciálními módy (viz níže).
Herní plán se skládá z 6 věží - 2 Princess towers a 1 King tower na každé straně. 
Úkolem hráče je zničit soupeři v herním čase (3 minuty + 2 minuty tzv. náhlé smrti) více věží, než soupeř zničí jemu. Pokud se bitva v tomto čase nerozhodne, následuje tzv. tiebreak. V rámci něho věžím ubývají tzv. hitpointy, a to až do chvíle, než je jedna z věží zničena. 
K tomu hráč používá balíček (deck), který se skládá z 8 karet dle hráčova výběru (k 21. květnu 2025 je ve hře 119 karet a 4 obránci věží). 

### Hodnota karet
- common (běžná)
- rare (vzácná)
- epic (epická)
- legendary (legendární)
- champion (šampion)

### Rozdělení karet
- troop (běžná jednotka)
- building (budova)
- spell (kouzlo)

Každá z karet má jiné schopnosti a kupní hodnotu (vyjádřenou v elixírech). V návaznosti na schopnosti karet, dostupné elixíry (automaticky se doplňují) a vývoj hry hráč pokládá karty na herní plán, kde ničí soupeřovy jednotky, popřípadě věže.  

### Módy
Kromě běžných bitev na hráče čekají například Double Elixir battle, Touchdown, Sudden death, Mirror battle, tripple draft atd.  

## Jak získat karty
Karty jsou rozděleny podle toho, v jaké aréně jsou odemčeny. Kromě prostého odemknutí přístupu ke kartám nebo zisku z truhel je možné si je koupit (viz níže) nebo je vyměnit s jinými hráči. 

#### Dělení truhel
- Wooden Chest (pouze v Training Camp)
- Crown Chest
- Silver Chest
- Golden Chest
- Magical Chest
- Giant Chest
- Mega Lightning Chest
- Epic Chest
- Legendary Chest
- Royal Wild Chest
- Gold Crate
- Plentiful Gold Crate
- Overflowing Gold Crate
- Level Up Chest
- Lightning Chest
- Fortune Chest
- King's Chest
- Legendary King's Chest
- Challenge Chest
- War Chest

### Obchod
Hra dále nabízí obchod, ve kterém si hráči mohou zakoupit například herní karty, žetony potřebné pro výměnu karet (tzv. trade tokens), herní měnu nebo emoty, a to jak za herní měnu, tak za skutečné peníze. 

## Žebříček

### Arény a tutoriál
K listopadu 2023 je ve hře celkově 24 arén, pokud počítáme i arénu na procvičovaní proti nereálným hráčům - training camp.
- Tutoriál: Training camp (v nenávaznosti na arény, slouží výhradně k trénování, hráč hraje proti tzv. botům, za vítězství v této aréně nezískává žádné odměny ani pohárky)
- Arény - potřebný počet pohárků:

1. Goblin Stadium - 0
2. Bone Pit - 300
3. Barbarian Bowl - 600
4. Spell Valley - 1000
5. Builder's Workshop - 1300
6. Pekka's Playhouse - 1600
7. Royal Arena - 2000
8. Frozen Peak - 2300
9. Jungle Arena - 2600
10. Hog Mountain - 3000
11. Electro Valley - 3400
12. Spooky Town - 3800
13. Rascal's Hideout - 4200
14. Serenity Peak - 4600
15. Miner's Mine - 5000
16. Executioner's Kitchen - 5500
17. Royal Crypt - 6000
18. Silent Sanctuary - 6500
19. Dragon Spa - 7000
20. Boot Camp - 7500
21. Clash Fest - 8000
22. PANCAKES! - 8500
23. Legendary Arena - 9000 (nejvyšší počet pohárků, jenž hráči mohou získat)

V dubnu roku 2019 byly přidány výhry mezi arénami. Vždy, když hráč dosáhne určitého počtu pohárků, dostane odměnu.

### Ligy
Roku 2022 byly ligy přesunuty do odděleného módu Path of Legends, který se odemkne po dosažení arény 15.
1. Challenger I
2. Challenger II
3. Challenger III
4. Master I
5. Master II
6. Master III
7. Champion
8. Grand champion
9. Royal Champion
10. Ultimate Champion

Na konci každé sezóny se hráči vynuluje dosažený postup a na začátku následující sezóny je v tomto žebříčku posunut výše o odpovídající hodnotu, která závisí na umístění z minulé sezóny. 

## Klany
Ve hře funguje systém klanů. Toto společenství až 50 hráčů přinášejí spoustu možností - výměna karet, vznik komunity, nebo společné soutěžení v rámci Clan Wars 2 (viz níže). 

### Úrovně klanu
- Bronze I, II a III
- Silver I, II a III
- Gold I, II a III
- Legendary I, II a III

### Hodnosti členů klanu
- member (člen - nejnižší hodnost)
- elder (starousedlík - má možnost z klanu vyhazovat běžné členy)
- co-leader (spolulídr - má možnost z klanu vyhazovat běžné členy a starousedlíky, dále také udělovat hodnost starousedlík, měnit popisek klanu a erb klanu)
- leader (lídr, většinou zakladatel klanu - nejvyšší hodnost, má oprávnění jako spolulídr)

Počet starousedlíků a spolulídrů je libovolný, lídr je však vždy jen jeden. Pokud lídr opustí klan, novým lídrem se stane hráč, který má v daný moment nejvyšší hodnost. 

### Clan Wars 2
Clan Wars 2 (CW2) jsou třetí generací soutěží mezi klany (1. byla Clan Chest a 2. Clan Wars 1).
Pro zapojení do CW2 musí mít hráč svoji King tower minimálně na 6. levelu. Takových hráčů následně klan potřebuje minimálně 10. 
CW2 se skládá ze 3 training days (pondělí–středa) a 4 battle days (čtvrtek–neděle).
Vždy v pondělí jsou klanu nalosovány 4 klany soupeřů, proti kterým se klan utkává 4–5 týdnů. 
V battle days hráči svými výhrami (ale i prohrami) proti náhodně nalosovaným soupeřům získávají pro svůj klan potřebné tzv. stuhy. Ty jsou na konci každého herního dne (přibližně v 11:45 SELČ) přepočítány na body (klany dostávají body podle počtu stuh v porovnání se svými 4 soupeři). Na konci každého herního týdne (pondělí dopoledne) je clan war vyhodnocena. Podle umístění se klanu přičítají (odečítají) body, díky kterým může dosáhnout vyšší úrovně.
Hráči dostávají odměny podle umístění a také podle úrovně svého klanu. Mezi těmito odměnami je zlato (golds), gemy, karty a mnoho dalšího.

## Výzvy a Turnaje
Hra nabízí také herní módy „Challenge” (výzva) a „Tournament” (turnaj). 

### Výzva
Výzva probíhá tak, že hráč zaplatí pomocí gemů vstup. 
V rámci jedné výzvy se poté hráč utkává s náhodnými soupeři. Pokud hráč 3x během výzvy prohraje, výzva pro něj končí. S každou výhrou ve výzvě se zvyšuje odměna, která je maximální poté, co hráč dosáhne 12. vítězství. 
Nejvíce ceněné je celkové vítězství v Grand Challenge, existují však také Classic a Special Challenge.

### Turnaj
Turnaj, respektive Global Tournament, je velmi prestižním porovnáním mezi amatérskými a profesionálními hráči.
Při takovém turnaji je počet maximálního počtu porážek posunut na číslo 5. Odměny jsou násobně hodnotnější než z Classic a Grand Challenges. Jednat se může o gemy, emoty, trade tokens, hodnotné bedny atd.

## Mistrovství světa

### Clash Royale Crown Championship
Clash Royale Crown Championship byl první generací oficiálních soutěží v Clash Royale pořádaných přímo vývojáři hry, společností Supercell v roce 2017.
Kvalifikací na World Finals (mistrovství světa) se zúčastnilo přes 28 milionů hráčů z celého světa. 
LAN události v londýnské Copper Box Areně se účastnilo 16 nejlepších hráčů z regionálních kvalifikací. Prvním mistrem světa ve hře Clash Royale se 3. prosince 2017 stal Mexičan Sergio Eduardo „Sergioramos:)“ Ramos, který získal prizemoney ve výši 150 tisíc amerických dolarů. 

### Clash Royale League týmů
Na Clash Royale Crown Championship v letech 2018–2020 navázala týmová Clash Royale League. Pro účast v soutěži byla nezbytná týmová příslušnost.

#### 2018
Mistrovství světa v Tokiu se účastnilo 6 nejlepších mužstev z příslušných regionů: KING-ZONE DragonX (Asie), Nova Esports (Čína), Team Queso (Evropa), Vivo Keyd (Latinská Amerika), Immortals (Severní Amerika) a PONOS Sports (hostitel). 
Hrálo se formátem 1x každý s každým, na který navazovalo playoff. Ve finále se utkal první s druhým týmem po základní části. Z celkového triumfu se radovali hráči Nova Esports, kteří porazili Vivo Keyd.

#### 2019
Mistrovství světa v Los Angeles se účastnilo opět 6 nejlepších mužstev z příslušných regionů: Nova Esports a W.EDGM (Čína), FAV gaming a OGN Entus (Asie), SK Gaming a Team Liquid (západ). 
Hrálo se formátem 1x každý s každým, na který navazovalo playoff. 
Velký šok přišel již v semifinále, kdy Team Liquid porazil SK Gaming rozdílem pouhého 1 HP v rozhodující bitvě celého utkání. Americký tým na toto vítězství navázal i ve finále, když porazil čínského soupeře, tým W.EDGM.

#### 2020
Mistrovství světa v Šanghaji se účastnilo 8 nejlepších mužstev z příslušných regionů: FAV gaming, Nova Esports, PONOS Sports a W.EDGM (východ), Team Queso, SK Gaming, Tribe Gaming a paiN Gaming (západ). Kvůli omezením plynoucím z pandemie covidu-19 přímo v dějišti hráli pouze Nova Esports a W.EDGM. Zbylé týmy hráli ve svých týmových centrálách. 
Hrálo se formátem playoff. 
Ve finále na 3 vítězné sety vedli hráči SK Gaming 2:0, ale po obratu na konečných 2:3 se z vítězství radoval Team Queso.

### Clash Royale League jednotlivců
Po sezoně 2020 vývojáři a pořadatelé ze Supercellu zvolili upustit od týmového formátu a znovuzavést formát jednotlivců.

#### 2021
V roce 2021 si na mistrovství světa zahrálo 32 nejlepších hráčů, kteří získali v průběhu roku nejvíce bodů za umístění v oficiálních turnajích. Hrálo se systémem dvojité eliminace playoff. 
Druhým jednotlivcem, který kdy zvítězil na mistrovství světa se v roce 2021 stal Japonec „Mugi“, který získal prizemoney ve výši 200 tisíc amerických dolarů. 

#### 2022
Po roční odmlce se mistrovství světa v roce 2022 konalo opět na jednom místě, dějištěm se staly finské Helsinky. Na nejdůležitější turnaj roku se podle předem určených kritérií kvalifikovalo 16 hráčů. Hrálo se systémem dvojité eliminace playoff. 
Vítězem se stal Mohamed „Mohamed Light“ Tarek, který se z žebříčku poražených zvládl vrátit a v grandfinále 2x porazit svého soupeře.

#### 2023

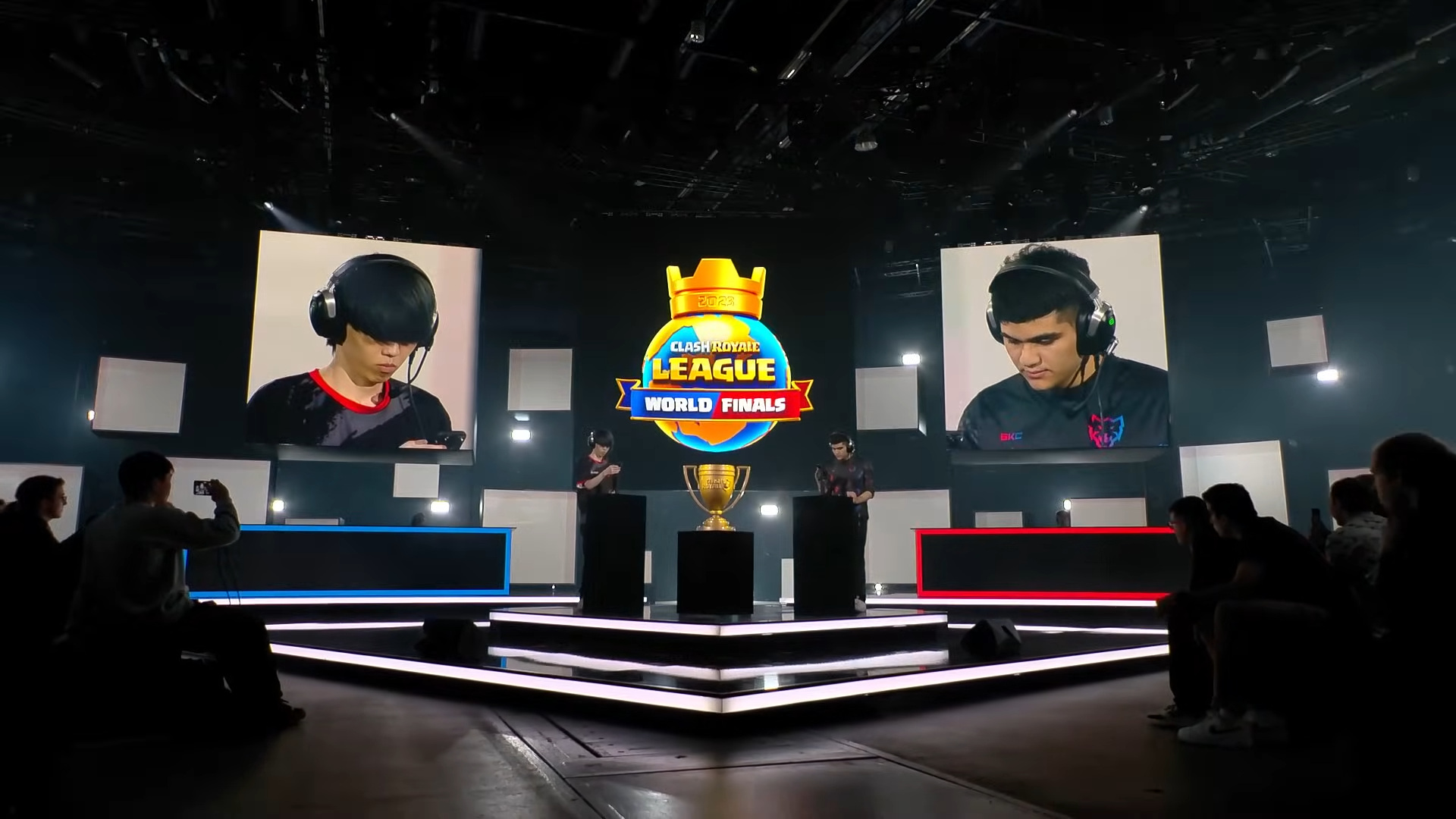
Mugi (vlevo) a Pedro (vpravo) na CRL World Finals 2023

Podruhé v řadě se v roce 2022 konalo mistrovství světa v Helsinkách. V systému dvojité eliminace se utkalo 16 hráčů. 
Vítězem se podruhé v kariéře stal „Mugi“, který nejdříve ve finále žebříčku vítězů podlehl svému brazilskému soupeři přezdívanému „Pedro“, ale následně se přes finále žebříčku poražených zvládl vrátit a v grandfinále ho 2x porazit.

#### 2024
Dějištěm mistrovství světa 2024 se potřetí v řadě staly Helsinky. V systému dvojité eliminace se utkalo 8 hráčů: 5 vítězů měsíčních finále, nejlépe umístěný nekvalifikovaný hráč z celkového pořadí, nejlépe umístěný hráč z komunitního žebříčku a vítěz čínské kvalifikace.

### Seznam vítězů mistrovství světa v Clash Royale
| Ročník                                             | Datum              | Dějiště                                                                  | Vítěz                                | Prize money | Zdroj  |
| -------------------------------------------------- | ------------------ | ------------------------------------------------------------------------ | ------------------------------------ | ----------- | ------ |
| Crown Championship Global Series World Finals 2017 | 3. prosince 2017   | Copper Box Arena, Londýn, Spojené království                             | Sergio Eduardo „Sergioramos:)“ Ramos | $ 150 000   | [ 3 ]  |
| Clash Royale League 2018 World Finals              | 1. prosince 2018   | The Shrine Expo Hall, Tokio, Japonsko                                    | Nova Esports                         | $ 150 000   | [ 4 ]  |
| Clash Royale League 2019 World Finals              | 7. prosince 2019   | The Shrine Expo Hall, Los Angeles, USA                                   | Team Liquid                          | $ 150 000   | [ 5 ]  |
| Clash Royale League 2020 World Finals              | 6. prosince 2020   | Baoshan Sports Center, Šanghaj, Čína a Online                            | Team Queso                           | $ 100 000   | [ 6 ]  |
| Clash Royale League 2021 World Finals              | 5. prosince 2021   | Online (hráči hráli ve svých domovech)                                   | „Mugi“                               | $ 200 000   | [ 8 ]  |
| Clash Royale League 2022 World Finals              | 25. září 2022      | Helsingin Messukeskus, Helsinky, Finsko                                  | Mohamed „Mohamed Light“ Tarek        | $ 250 000   | [ 9 ]  |
| Clash Royale League 2023 World Finals              | 26. listopadu 2023 | Helsinki Exhibition and Convention Center, Messukeskus, Helsinky, Finsko | „Mugi“                               | $ 250 000   | [ 10 ] |
| Clash Royale League 2024 World Finals              | 3. listopadu 2024  | Helsinki Exhibition and Convention Center, Messukeskus, Helsinky, Finsko |                                      | $ 200 000   |        |